# 溫如春 (嘉靖進士)
溫如春（1515年—？），字和甫，號嵩崖，河南洛陽中護衛官籍山東益都縣人，明朝政治人物。同進士出身。

## 生平
嘉靖二十五年（1546年）丙午科河南鄉試第七名舉人。嘉靖三十二年（1553年）中式癸丑科會試第一百六十三名，三甲第一百零七名進士。户部观政，初授直隶清丰县知县，升大理寺评事，晋寺副，升湖广佥事。穆宗时历官四川按察司副使，隆庆四年三月升陕西布政使司左参政，五年正月升湖广按察使，六年二月升福建右布政使，万历元年四月以疾致仕。

## 家族
曾祖溫厚，指揮同知；祖父溫勝，指揮同知；父溫秀，府同知。母劉氏。慈侍下。兄温如玉（指挥同知）、弟温如璋（丙辰进士、見任御史）。